# Julia Vang
Julie Vang (n. 29 octombrie 1982, Riga, Letonia) este o actriță letonă de origini germane de televiziune din Riga.

## Filmografie
- 2014 Clarvăzători, sezonul 15, la care a și luat premiul câștigător - Mâna Albastră. (Битва экстрасенсов)
- 2009 Cel mai bun film 2 (Самый лучший фильм 2 (2009)
- 2007 Dulceață (Неваляшка (2007)
- 2005 Ceasul Nopții (Дневной дозор (2005)
- 2004 Vîrsta lui Balzac sau toți bărbații sînt niște ticălo... (Бальзаковский возраст, или Все мужики сво...(2004)[2]